# Ixalidium gabonense
Ixalidium gabonense är en insektsart som först beskrevs av Brisout de Barneville 1851.  Ixalidium gabonense ingår i släktet Ixalidium och familjen gräshoppor. Inga underarter finns listade i Catalogue of Life.